# گیل اوگریدی
 گیل اوگریدی (انگلیسی: Gail O'Grady؛ زادهٔ ۲۳ ژانویهٔ ۱۹۶۳) یک هنرپیشه اهل ایالات متحده آمریکا است.
از فیلم‌ها یا برنامه‌های تلویزیونی که وی در آن نقش داشته‌است می‌توان به هیچ‌کس کامل نیست اشاره کرد.